# HK SL7
Das H&K SL7 ist eine zivile Trainingswaffe für Reservisten des deutschen Herstellers Heckler & Koch.
Das HK SL7 war das Nachfolgegewehr des Reservistengewehrs HK 41, einer zivilen halbautomatischen Variante des Bundeswehrgewehres G3. Der Hauptunterschied, neben der rein halbautomatischen Schussfunktion, war ein etwas längerer Lauf ohne Mündungsfeuerdämpfer. Da das HK41 aber spätestens nach Inkrafttreten des Waffengesetzes zum 1. Januar 1973 unter den Anscheinsparagraphen § 37 WaffG -Fassung vor 1. April 2003- fiel und zum Erwerb und Besitz eine Ausnahmegenehmigung des BKA (Bundeskriminalamt) notwendig wurde, konnte diese Waffe nicht mehr von Reservisten erworben werden.
Das Selbstladegewehr 7 wurde von Heckler & Koch als Übungswaffe für Reservisten im Kaliber 7,62 × 51 mm NATO konzipiert. Es verfügt über das gleiche Verschlusssystem wie das Gewehr G3. Dabei handelt es sich um den von Ludwig Vorgrimler entwickelten Rückstoßlader mit einem beweglich abgestützten Rollenverschluss, ein rollenverzögertes anstatt eines rollenverriegelten Verschlusssystems.
Der Verschlusshebel befindet sich im Gegensatz zum Gewehr G3 allerdings auf der rechten Gehäuseseite und die Sicherung zwischen Abzug und Magazin. Die Visierung mit Trommeldiopter und Ringkorn ist technisch gleich, jedoch ist das Korn über der Laufmündung angebracht um die Visierlänge auf 655 mm zu vergrößern. Das Fassungsvermögen des Magazins wurde auf maximal 10 Patronen begrenzt. Der Polygonlauf soll Fünfergruppen von unter 50 mm auf 100 m Entfernung ermöglicht haben.
Als Vorläufer des HK SL8 war es in Deutschland noch den Gegebenheiten des sogenannten „Anscheinsparagraphen“ § 37 des deutschen Waffengesetzes, WaffG – alte Fassung vor Inkrafttreten von dessen Novellierung zum 1. April 2003 – unterworfen, also wurde darauf geachtet, der Waffe nicht das Erscheinungsbild eines vollautomatischen Gewehrs zu geben. Aus diesem Grund wurden Handschutz und Kolben aus Holz gefertigt und in eine jagdgewehrähnliche Form mit Rücken aber ohne Pistolengriff gebracht.
Es gab auch eine Version als jagdliche Selbstladebüchse, die HK 770 in .308 Winchester, die mit gezogenem Lauf, aber tlw. auch mit Polygonlauf und mit Perlkorn statt Ringkorn ausgestattet war. Weitere verfügbare jagdliche Versionen waren die Modelle HK 630 in .223 Remington (in Entsprechung zur HK SL6) und HK 940 in .30-06 Springfield.

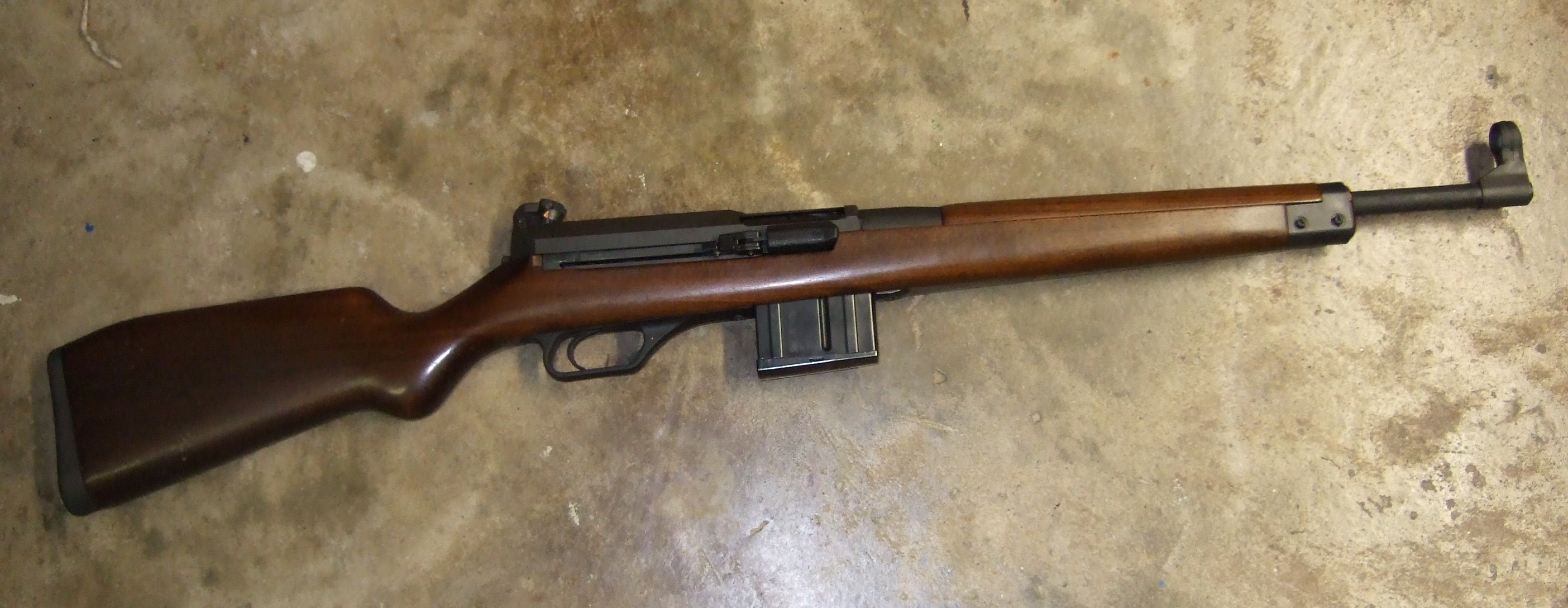
Gesamtansicht
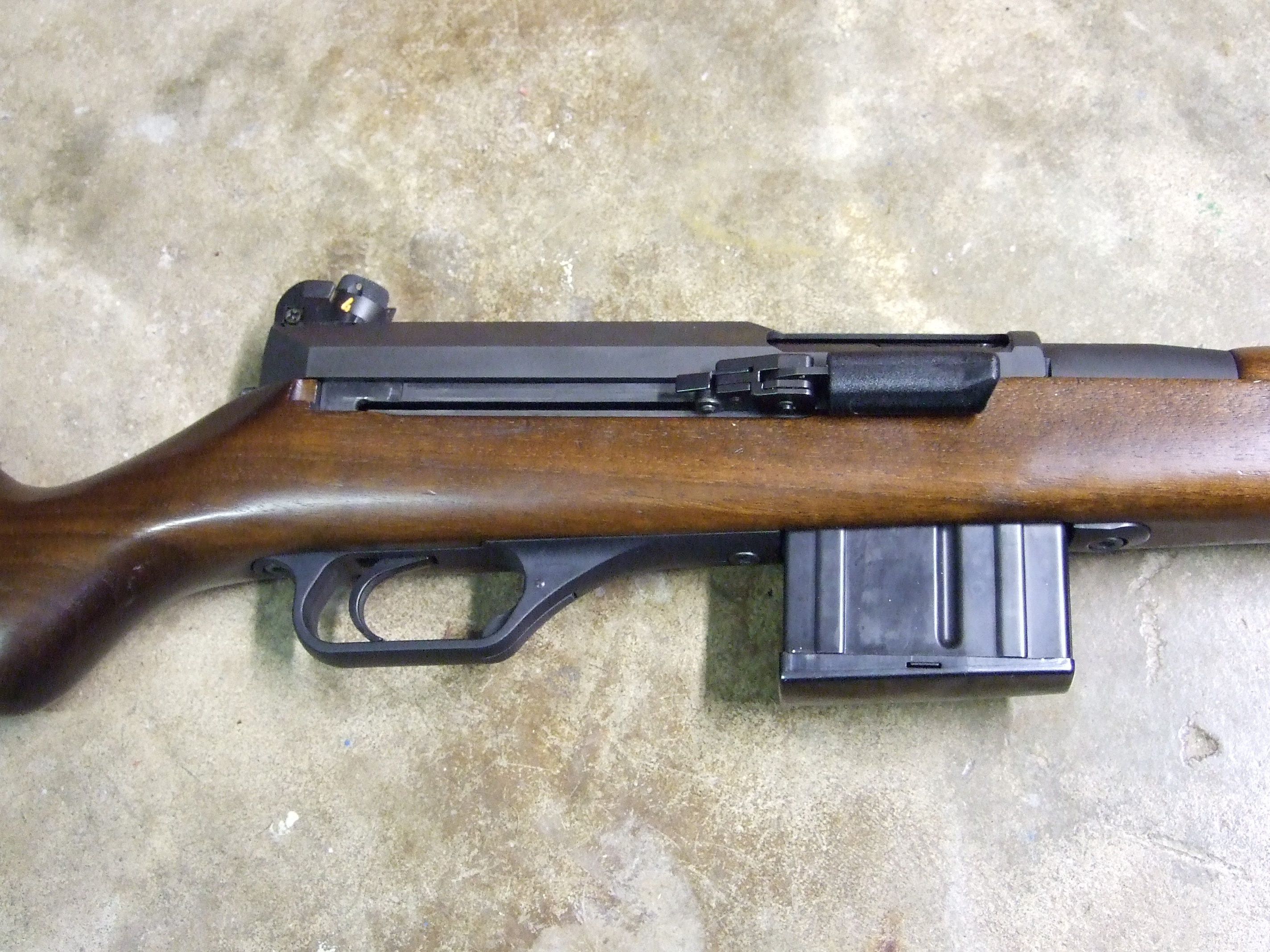
Systemkasten
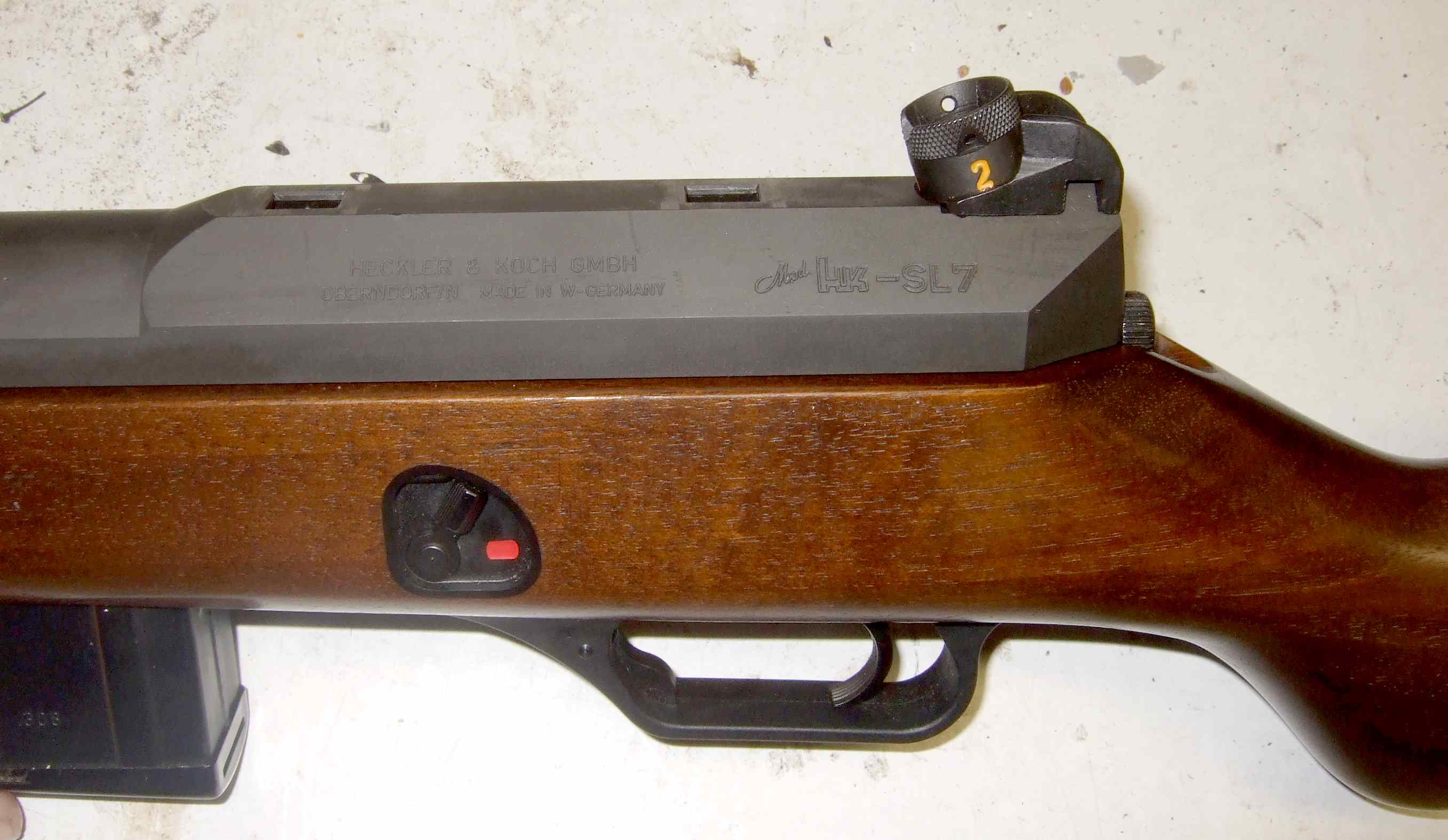
Blick auf den Schriftzug und G3-Trommelvisier